# Lista światowego dziedzictwa UNESCO na Dominice
Lista światowego dziedzictwa UNESCO na Dominice – lista miejsc na Dominice wpisanych na listę światowego dziedzictwa UNESCO, ustanowionej na mocy Konwencji w sprawie ochrony światowego dziedzictwa kulturowego i naturalnego, przyjętej przez UNESCO na 17. sesji w Paryżu 16 listopada 1972 i ratyfikowanej przez Dominikę 4 kwietnia 1995 roku.
Obecnie (stan na 2023 rok) na liście znajduje się 1 obiekt o charakterze przyrodniczym.
Na dominickiej liście informacyjnej UNESCO – liście obiektów, które Dominika zamierza rozpatrzyć do zgłoszenia do wpisu na listę światowego dziedzictwa – znajdują się 3 obiekty (stan na 2023 rok).

## Obiekty na liście światowego dziedzictwa UNESCO
Poniższa tabela przedstawia dominickie obiekty na liście światowego dziedzictwa UNESCO:
Nr ref. – numer referencyjny UNESCO
Obiekt – polskie tłumaczenie nazwy wpisu na liście wraz z jej angielskim oryginałem
Położenie – miasto, parafia; współrzędne geograficzne
Typ – klasyfikacja według Komitetu Światowego Dziedzictwa:
- kulturowe (K)
- przyrodnicze (P)
- kulturowo–przyrodnicze (K,P)

Rok wpisu – roku wpisu na listę i rozszerzenia wpisu
Opis – krótki opis obiektu wraz z informacjami o jego zagrożeniu.
| Nr ref. | Obiekt                                                            | Zdjęcie | Położenie                                                               | Typ         | Rok  | Opis |
| ------- | ----------------------------------------------------------------- | ------- | ----------------------------------------------------------------------- | ----------- | ---- | --- |
| 814     | Park Narodowy Morne Trois Pitons Morne Trois Pitons National Park |         | Parafia świętego Patryka 15°16′00,0″N 61°17′00,0″W/15,266670 -61,283330 | P (viii)(x) | 1997 | Park Narodowy obejmuje obszar 70 km². Został utworzony w 1975 roku. Na jego terenie znajdują się lasy tropikalne, gejzery oraz wodospady. Jest pierwszym parkiem narodowym na Karaibach, który został wpisany na listę światowego dziedzictwa UNESCO. |

## Obiekty na dominickiej liście informacyjnej UNESCO
Poniższa tabela przedstawia obiekty na bośniackiej liście informacyjnej UNESCO:
Nr ref. – numer referencyjny UNESCO
Obiekt – polskie nazwa obiektu wraz z jej angielskim oryginałem na dominickiej liście informacyjnej
Położenie – miasto, parafia; współrzędne geograficzne
Typ – klasyfikacja według zgłoszenia:
- kulturowe (K)
- przyrodnicze (P)
- kulturowo–przyrodnicze (K,P)

Rok wpisu – roku wpisu na listę informacyjną
Opis – krótki opis obiektu wraz z informacjami o jego zagrożeniu.
| Nr ref. | Obiekt                                                              | Zdjęcie | Położenie                                                                                   | Typ        | Rok  | Opis |
| ------- | ------------------------------------------------------------------- | ------- | ------------------------------------------------------------------------------------------- | ---------- | ---- | --- |
| 6020    | Fort Shirley                                                        |         | Parafia świętego Jana 15°35′00,3″N 61°28′24,7″W/15,583404 -61,473518                        | K (ii)(iv) | 2015 | Fort wzniesiony przez Brytyjczyków w trakcie wojny o panowanie w Ameryce Północnej. Ochraniał on miejscową ludność przed atakami tubylców. |
| 6021    | Park Narodowy Morne Diablotin Morne Diablotin National Park         |         | Parafia świętego Piotra, Parafia świętego Józefa 15°30′00″N 61°24′00″W/15,500000 -61,400000 | P (vii)(x) | 2015 | Park Narodowy o powierzchni 3000 ha. Ma on za zadanie ochronę zagrożonej amazonki cesarskiej.                                              |
| 6022    | Rezerwat morski w Scotts Head Soufriere-Scott’s Head Marine Reserve |         | Parafia świętego Marka 15°12′45″N 61°22′00″W/15,212500 -61,366667                           | P (vii)(x) | 2015 | Rezerwat jest zlokalizowany na południowym–wschodzie Dominiki. W XVIII wieku znajdował się tutaj fort.                                     |